# Aimo Pajunen
Aimo Kalervo Pajunen, född 20 november 1931 i Helsingfors, död 22 mars 2013, var en finländsk militär och ämbetsman. 
Pajunen tjänstgjorde på 1950-talet vid kustartilleriet, var allmänna sekreterarens adjoint vid försvarsrådet 1961–1965 och allmän sekreterare 1971–1974. Han verkade därtill bland annat som sektionskommendör vid Sveaborgs kustartilleriregemente 1965–1967, lärare vid Krigshögskolan 1967–1969 och stabschef vid Sydvästra Finlands militärlän 1974–1975. Han var chef för avdelningen för militära ärenden vid försvarsministeriet 1976–1979 och kanslichef vid ministeriet 1979–1994. Pajunen var, då han 1976 utnämndes till generalmajor, den förste generalen inom landstridskrafterna som saknade krigserfarenhet. Han uppnådde generals grad 1994.